# Ben Waine
Benjamin Peter Waine, detto Ben (Wellington, 11 giugno 2001), è un calciatore neozelandese, attaccante del Mansfield Town in prestito dal Plymouth.

## Caratteristiche tecniche
È un centravanti.

## Carriera

### Club
Dopo avere militato nella squadra riserve e nella primavera del Wellington Phoenix, ha esordito con la prima squadra il 7 agosto 2018 nella sconfitta in FFA Cup contro i Bentleigh Greens (1-0).
Il 30 dicembre 2022 viene acquistato dagli inglesi del Plymouth. Fa il suo esordio con il club il 10 gennaio 2023 nel successo per 0-2 in EFL in casa del Bristol Rovers.
Il 30 agosto 2024 viene ceduto in prestito al Mansfield Town.

### Nazionale
Con la nazionale Under-20 neozelandese ha preso parte al Campionato mondiale di calcio Under-20 2019.
Il 19 marzo 2022 ha invece esordito in nazionale maggiore nella sfida contro la Papua Nuova Guinea, in cui realizza il gol del decisivo 1-0 che sancisce la vittoria degli All Whites.

## Statistiche

### Presenze e reti nei club
| Stagione                  | Squadra                   | Campionato                | Campionato | Campionato | Coppe nazionali | Coppe nazionali | Coppe nazionali | Coppe continentali | Coppe continentali | Coppe continentali | Altre coppe | Altre coppe | Altre coppe | Totale | Totale |
| Stagione                  | Squadra                   | Comp                      | Pres       | Reti       | Comp            | Pres            | Reti            | Comp               | Pres               | Reti               | Comp        | Pres        | Reti        | Pres   | Reti   |
| ------------------------- | ------------------------- | ------------------------- | ---------- | ---------- | --------------- | --------------- | --------------- | ------------------ | ------------------ | ------------------ | ----------- | ----------- | ----------- | ------ | ------ |
| 2017-2018                 | Wellington Phoenix        | AL                        | 0          | 0          | FFACup          | 1               | 0               | -                  | -                  | -                  | -           | -           | -           | 1      | 0      |
| 2018-2019                 | Wellington Phoenix        | AL                        | 3          | 0          | FFACup          | 1               | 0               | -                  | -                  | -                  | -           | -           | -           | 4      | 0      |
| 2019-2020                 | Wellington Phoenix        | AL                        | 15         | 1          | -               | -               | -               | -                  | -                  | -                  | -           | -           | -           | 15     | 1      |
| 2020-2021                 | Wellington Phoenix        | AL                        | 22         | 7          | FFACup          | 4               | 2               | -                  | -                  | -                  | -           | -           | -           | 26     | 9      |
| 2021-2022                 | Wellington Phoenix        | AL                        | 24+1       | 6          | FFACup          | 3               | 3               | -                  | -                  | -                  | -           | -           | -           | 28     | 9      |
| 2022-gen. 2023            | Wellington Phoenix        | AL                        | 8          | 3          | FFACup          | 0               | 0               | -                  | -                  | -                  | -           | -           | -           | 8      | 3      |
| Totale Wellington Phoenix | Totale Wellington Phoenix | Totale Wellington Phoenix | 72+1       | 17         |                 | 9               | 5               |                    | -                  | -                  |             | -           | -           | 82     | 22     |
| gen.-giu. 2023            | Plymouth                  | FL1                       | 9          | 1          | FACup+CdL       | 0+0             | 0+0             | -                  | -                  | -                  | EFL         | 1           | 1           | 10     | 2      |
| 2023-2024                 | Plymouth                  | FLC                       | 32         | 2          | FACup+CdL       | 2+2             | 0+3             | -                  | -                  | -                  | -           | -           | -           | 36     | 5      |
| Totale Plymouth           | Totale Plymouth           | Totale Plymouth           | 41         | 3          |                 | 4               | 3               |                    | -                  | -                  |             | 1           | 1           | 46     | 7      |
| Totale carriera           | Totale carriera           | Totale carriera           | 114        | 20         |                 | 13              | 8               |                    | -                  | -                  |             | 1           | 1           | 128    | 29     |

### Cronologia presenze e reti in nazionale
| Cronologia completa delle presenze e delle reti in nazionale ― Nuova Zelanda | Cronologia completa delle presenze e delle reti in nazionale ― Nuova Zelanda | Cronologia completa delle presenze e delle reti in nazionale ― Nuova Zelanda | Cronologia completa delle presenze e delle reti in nazionale ― Nuova Zelanda | Cronologia completa delle presenze e delle reti in nazionale ― Nuova Zelanda | Cronologia completa delle presenze e delle reti in nazionale ― Nuova Zelanda | Cronologia completa delle presenze e delle reti in nazionale ― Nuova Zelanda | Cronologia completa delle presenze e delle reti in nazionale ― Nuova Zelanda |
| Data                                                                         | Città                                                                        | In casa                                                                      | Risultato                                                                    | Ospiti                                                                       | Competizione                                                                 | Reti                                                                         | Note                                                                         |
| ---------------------------------------------------------------------------- | ---------------------------------------------------------------------------- | ---------------------------------------------------------------------------- | ---------------------------------------------------------------------------- | ---------------------------------------------------------------------------- | ---------------------------------------------------------------------------- | ---------------------------------------------------------------------------- | ---------------------------------------------------------------------------- |
| 18-3-2022                                                                    | Doha                                                                         | Papua Nuova Guinea                                                           | 0 – 1                                                                        | Nuova Zelanda                                                                | Qual. Mondiali 2022                                                          | 1                                                                            | 67’                                                                          |
| 21-3-2022                                                                    | Doha                                                                         | Nuova Zelanda                                                                | 4 – 0                                                                        | Figi                                                                         | Qual. Mondiali 2022                                                          | -                                                                            | 46’                                                                          |
| 5-6-2022                                                                     | Cornellà de Llobregat                                                        | Perù                                                                         | 1 – 0                                                                        | Nuova Zelanda                                                                | Amichevole                                                                   | -                                                                            | 70’                                                                          |
| 9-6-2022                                                                     | Ar Rayyan                                                                    | Oman                                                                         | 0 – 0                                                                        | Nuova Zelanda                                                                | Amichevole                                                                   | -                                                                            | 78’                                                                          |
| 14-6-2022                                                                    | Ar Rayyan                                                                    | Costa Rica                                                                   | 1 – 0                                                                        | Nuova Zelanda                                                                | Qual. Mondiali 2022                                                          | -                                                                            | 60’                                                                          |
| 22-6-2022                                                                    | Brisbane                                                                     | Australia                                                                    | 1 – 0                                                                        | Nuova Zelanda                                                                | Amichevole                                                                   | -                                                                            | 46’                                                                          |
| 25-9-2022                                                                    | Auckland                                                                     | Nuova Zelanda                                                                | 0 – 2                                                                        | Australia                                                                    | Amichevole                                                                   | -                                                                            | 46’                                                                          |
| 16-6-2023                                                                    | Solna                                                                        | Svezia                                                                       | 4 – 1                                                                        | Nuova Zelanda                                                                | Amichevole                                                                   | -                                                                            | 67’                                                                          |
| 13-10-2023                                                                   | Murcia                                                                       | Nuova Zelanda                                                                | 1 – 1                                                                        | RD del Congo                                                                 | Amichevole                                                                   | -                                                                            | 62’                                                                          |
| 17-10-2023                                                                   | Londra                                                                       | Australia                                                                    | 2 – 0                                                                        | Nuova Zelanda                                                                | Amichevole                                                                   | -                                                                            | 73’                                                                          |
| 17-11-2023                                                                   | Atene                                                                        | Grecia                                                                       | 2 – 0                                                                        | Nuova Zelanda                                                                | Amichevole                                                                   | -                                                                            | 46’                                                                          |
| 22-3-2024                                                                    | Il Cairo                                                                     | Egitto                                                                       | 1 – 0                                                                        | Nuova Zelanda                                                                | Amichevole                                                                   | -                                                                            | 69’                                                                          |
| 26-3-2024                                                                    | Il Cairo                                                                     | Nuova Zelanda                                                                | 0 – 0 (2 – 4 dtr)                                                            | Tunisia                                                                      | Amichevole                                                                   | -                                                                            | 82’                                                                          |
| 18-6-2024                                                                    | Port Vila                                                                    | Nuova Zelanda                                                                | 3 – 0                                                                        | Isole Salomone                                                               | Coppa d'Oceania 2024 - 1º turno                                              | 2                                                                            | 63’                                                                          |
| 27-6-2024                                                                    | Port Vila                                                                    | Nuova Zelanda                                                                | 5 – 0                                                                        | Tahiti                                                                       | Coppa d'Oceania 2024 - Semifinale                                            | 2                                                                            | 67’                                                                          |
| 30-6-2024                                                                    | Port Vila                                                                    | Nuova Zelanda                                                                | 3 – 0                                                                        | Vanuatu                                                                      | Coppa d'Oceania 2024 - Finale                                                | -                                                                            | 73’                                                                          |
| 7-9-2024                                                                     | Pasadena                                                                     | Messico                                                                      | 3 – 0                                                                        | Nuova Zelanda                                                                | Amichevole                                                                   | -                                                                            | 70’                                                                          |
| 10-9-2024                                                                    | Cincinnati                                                                   | Stati Uniti                                                                  | 1 – 1                                                                        | Nuova Zelanda                                                                | Amichevole                                                                   | 1                                                                            | 74’                                                                          |
| 11-10-2024                                                                   | Port Vila                                                                    | Nuova Zelanda                                                                | 3 – 0                                                                        | Tahiti                                                                       | Qual. Mondiali 2026                                                          | 1                                                                            | 64’                                                                          |
| 14-10-2024                                                                   | Auckland                                                                     | Nuova Zelanda                                                                | 4 – 0                                                                        | Malaysia                                                                     | Amichevole                                                                   | -                                                                            | 62’                                                                          |
| 15-11-2024                                                                   | Hamilton                                                                     | Nuova Zelanda                                                                | 8 – 1                                                                        | Vanuatu                                                                      | Qual. Mondiali 2026                                                          | -                                                                            | 75’                                                                          |
| 18-11-2024                                                                   | Auckland                                                                     | Samoa                                                                        | 0 – 8                                                                        | Nuova Zelanda                                                                | Qual. Mondiali 2026                                                          | -                                                                            | 46’                                                                          |
| 21-3-2024                                                                    | Wellington                                                                   | Nuova Zelanda                                                                | 7 – 0                                                                        | Figi                                                                         | Qual. Mondiali 2026                                                          | -                                                                            | 72’                                                                          |
| 10-6-2025                                                                    | Toronto                                                                      | Nuova Zelanda                                                                | 1 – 2                                                                        | Ucraina                                                                      | Amichevole                                                                   | -                                                                            | 66’                                                                          |
| Totale                                                                       |                                                                              | Presenze                                                                     | 24                                                                           |                                                                              | Reti                                                                         | 7                                                                            |                                                                              |

| Cronologia completa delle presenze e delle reti in nazionale ― Nuova Zelanda Olimpica | Cronologia completa delle presenze e delle reti in nazionale ― Nuova Zelanda Olimpica | Cronologia completa delle presenze e delle reti in nazionale ― Nuova Zelanda Olimpica | Cronologia completa delle presenze e delle reti in nazionale ― Nuova Zelanda Olimpica | Cronologia completa delle presenze e delle reti in nazionale ― Nuova Zelanda Olimpica | Cronologia completa delle presenze e delle reti in nazionale ― Nuova Zelanda Olimpica | Cronologia completa delle presenze e delle reti in nazionale ― Nuova Zelanda Olimpica | Cronologia completa delle presenze e delle reti in nazionale ― Nuova Zelanda Olimpica |
| Data                                                                                  | Città                                                                                 | In casa                                                                               | Risultato                                                                             | Ospiti                                                                                | Competizione                                                                          | Reti                                                                                  | Note                                                                                  |
| ------------------------------------------------------------------------------------- | ------------------------------------------------------------------------------------- | ------------------------------------------------------------------------------------- | ------------------------------------------------------------------------------------- | ------------------------------------------------------------------------------------- | ------------------------------------------------------------------------------------- | ------------------------------------------------------------------------------------- | ------------------------------------------------------------------------------------- |
| 22-7-2021                                                                             | Kashima                                                                               | Nuova Zelanda olimpica                                                                | 1 – 0                                                                                 | Corea del Sud olimpica                                                                | Olimpiadi 2020 - 1º turno                                                             | -                                                                                     | 71’                                                                                   |
| 25-7-2021                                                                             | Kashima                                                                               | Nuova Zelanda olimpica                                                                | 2 – 3                                                                                 | Honduras olimpica                                                                     | Olimpiadi 2020 - 1º turno                                                             | -                                                                                     | 64’ 75’                                                                               |
| 31-7-2021                                                                             | Kashima                                                                               | Giappone olimpica                                                                     | 0 – 0 dts (4 -2 dcr)                                                                  | Nuova Zelanda olimpica                                                                | Olimpiadi 2020 - Quarti di finale                                                     | -                                                                                     | 84’                                                                                   |
| 24-7-2024                                                                             | Nizza                                                                                 | Guinea olimpica                                                                       | 1 – 2                                                                                 | Nuova Zelanda olimpica                                                                | Olimpiadi 2024 - 1º turno                                                             | 1                                                                                     |                                                                                       |
| 27-7-2024                                                                             | Marsiglia                                                                             | Nuova Zelanda olimpica                                                                | 1 – 4                                                                                 | Stati Uniti olimpica                                                                  | Olimpiadi 2024 - 1º turno                                                             | -                                                                                     | 76’                                                                                   |
| 30-7-2024                                                                             | Marsiglia                                                                             | Nuova Zelanda olimpica                                                                | 0 – 3                                                                                 | Francia olimpica                                                                      | Olimpiadi 2024 - 1º turno                                                             | -                                                                                     | 85’                                                                                   |
| Totale                                                                                |                                                                                       | Presenze                                                                              | 6                                                                                     |                                                                                       | Reti                                                                                  | 1                                                                                     |                                                                                       |

## Palmarès

### Club

#### Competizioni nazionali
- Football League One: 1

Plymouth: 2022-2023

### Nazionale
- Coppa d'Oceania: 1

Figi/Vanuatu 2024